# SG Franken Wurzbach
Die Sportgemeinschaft Franken Wurzbach e.V. ist ein deutscher Sportverein, der in der thüringischen Kleinstadt Wurzbach ansässig ist. In den 1950er und 1960er Jahren wurde er als „Betriebssportgemeinschaft (BSG) Traktor Wurzbach“ geführt. 

## Porträt
1948 erreichte die SG Franken das Viertelfinale der Thüringer Fußballmeisterschaft, wo sie der SG Sömmerda mit 1:2 unterlag. In der Saison 1948/49 spielten die Franken in der Landesklasse Thüringen, die zu diesem Zeitpunkt eine der fünf höchsten Spielklassen in der Sowjetischen Besatzungszone war. Als die Landesklasse 1952 wegen der Abschaffung der DDR-Länder aufgelöst wurde, kamen die Wurzbacher Fußballer, die seit dem 1. September 1950 als Betriebssportgemeinschaft Traktor Wurzbach spielten, in die drittklassige Bezirksliga Gera. Dort stiegen sie nach der Saison 1952/53 in die Bezirksklasse und von dort 1955 in die Kreisliga Lobenstein ab. 
In derselben Saison erreichte die Fußballmannschaft der BSG Aufbau Wurzbach den Aufstieg in Bezirksklasse und schaffte 1962 für eine Spielzeit den Aufstieg in die Bezirksliga. 1965 stieg die BSG Aufbau wie zuvor die BSG Traktor in die Kreisliga ab. 
Ebenfalls 1965 bildete sich die BSG Traktor Wurzbach in eine unabhängige Sportgemeinschaft um, nahm den Namen der Nachkriegszeit wieder an und trat künftig wieder als SG Franken Wurzbach auf. Der SG gelang 1967 mit ihrer Fußballmannschaft die Rückkehr in die Bezirksklasse, aus der sie 1976 erneut in die Bezirksliga aufstieg. Dort spielte sie 1976/77 eine Saison lang, um dann wieder in die Bezirksklasse abzusteigen. In dieser vierten Liga war die SG Franken bis 1985 vertreten, danach folgte der abermalige Abstieg in die Kreisliga, aus der es bis zum Ende des DDR-Fußball-Ligensystems 1990 keine Rückkehr mehr gab. 
Nach der politischen Wende von 1989/90 wurde wieder die Bildung von eingetragenen Vereinen möglich, die unter anderem den Zugang zu öffentlicher Förderung eröffneten. Die SG Franken nutzte diese Möglichkeit und beschloss die Umwandlung in einen eingetragenen Verein (e.V.). Wurden zunächst noch Fußball, Tischtennis, Kraftsport und Gymnastik angeboten, blieben schließlich nur noch die Abteilungen Fußball und Tischtennis übrig. In beiden Sportarten kam die SG Franken bisher nicht über das Kreisniveau hinaus. 